# Phrudocentra tanystys
Phrudocentra tanystys är en fjärilsart som beskrevs av Louis Beethoven Prout 1931. Phrudocentra tanystys ingår i släktet Phrudocentra och familjen mätare. Inga underarter finns listade i Catalogue of Life.